# Hornos (Chile)
Hornos (spanisch Isla Hornos) ist eine etwa 6 km lange und 2 km breite Insel im chilenischen Teil von Feuerland, an deren Südspitze sich das berühmte Kap Hoorn befindet. Die Insel gehört zu den Hermite-Inseln und liegt unmittelbar im Norden der Drakestraße zwischen dem Archipel Feuerland und dem antarktischen Grahamland. Die Lage der Insel auf der Südhalbkugel entspricht etwa dem Breitengrad von Kopenhagen auf der Nordhalbkugel.
Hornos wird manchmal als südlichster Punkt Amerikas – und somit der bewohnten Kontinente – bezeichnet. Tatsächlich ist sie aber nur die südlichste Insel, die Südamerika unmittelbar vorgelagert ist. Die südlichsten amerikanischen Inseln sind indes die etwa 100 km weiter südwestlich gelegenen, ebenfalls zu Chile gehörigen Diego-Ramírez-Inseln.
Eine von der National Geographic Society unterstützte Expedition verortete den südlichsten Baum der Welt auf Hornos nahe Kap Hoorn.
Auf Hornos gibt es einen Leuchtturm, dessen Besatzung alle drei Monate ausgetauscht wird. Weiterhin finden sich eine kleine Kapelle und eine Postamtshütte sowie eine meteorologische Station (Estación Meteorológica de Cabo de Hornos).
Im August 2022 wurden Überreste einer Feuerstelle, ein Haufen Muscheln, zwei Harpunenspitzen und eine große Anzahl von Knochen von Meeressäugern und Vögeln gefunden.
Nach Radiokohlenstoffdatierungen handelt es sich bei der Fundstelle wahrscheinlich um ein Jagdlager, das für kurze Zeit im Zeitraum zwischen 1428 und 1803 bewohnt war. Die Autoren argumentieren, dass es unwahrscheinlich ist, dass Menschen noch weiter südlich ansässig waren, da es südlich der Hornos-Insel nur wenig Land gibt.

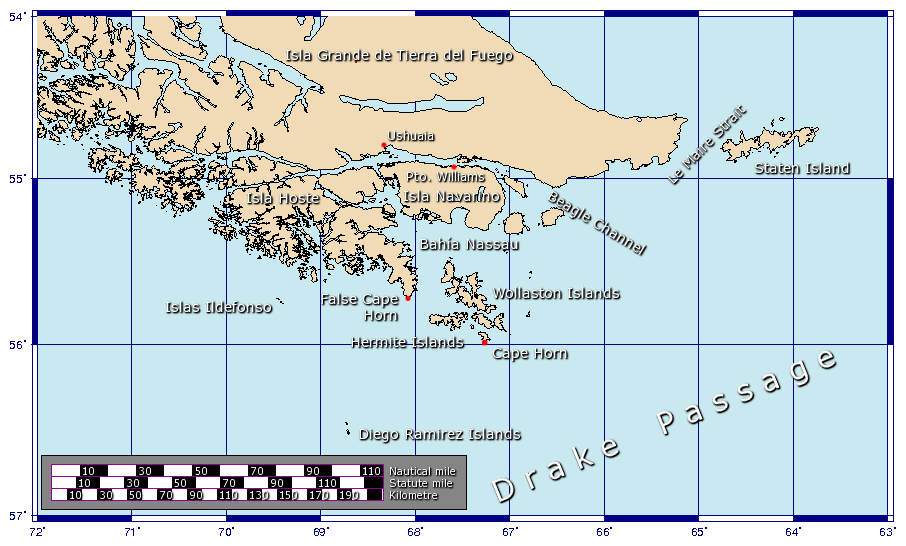
Feuerland mit Kap Hoorn („Cape Horn“) auf Hornos
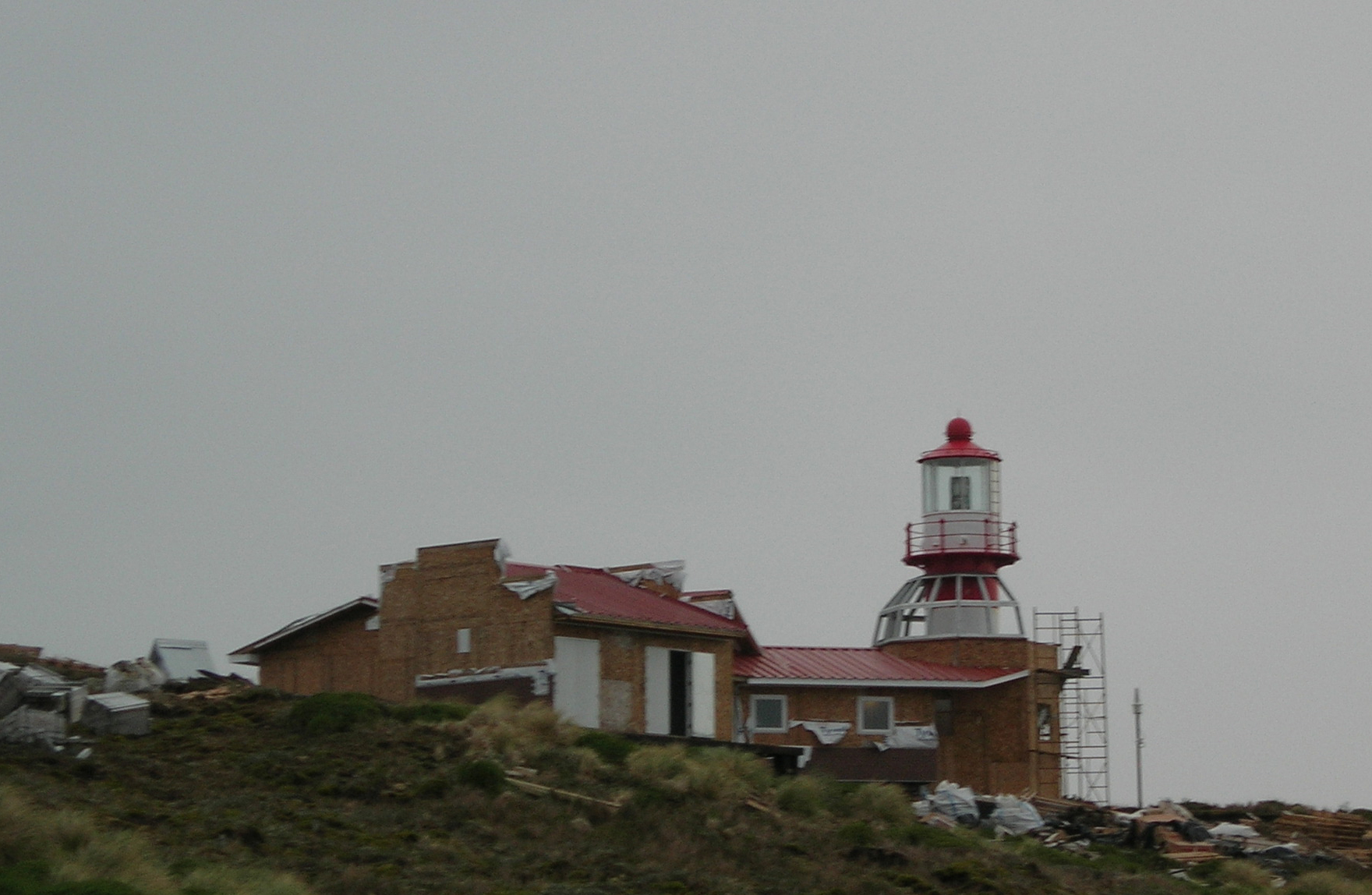
Leuchtturm auf Hornos
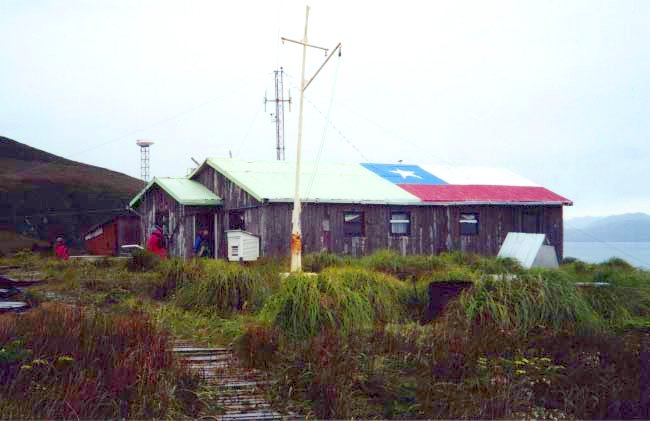
Wetterstation am Kap Hoorn
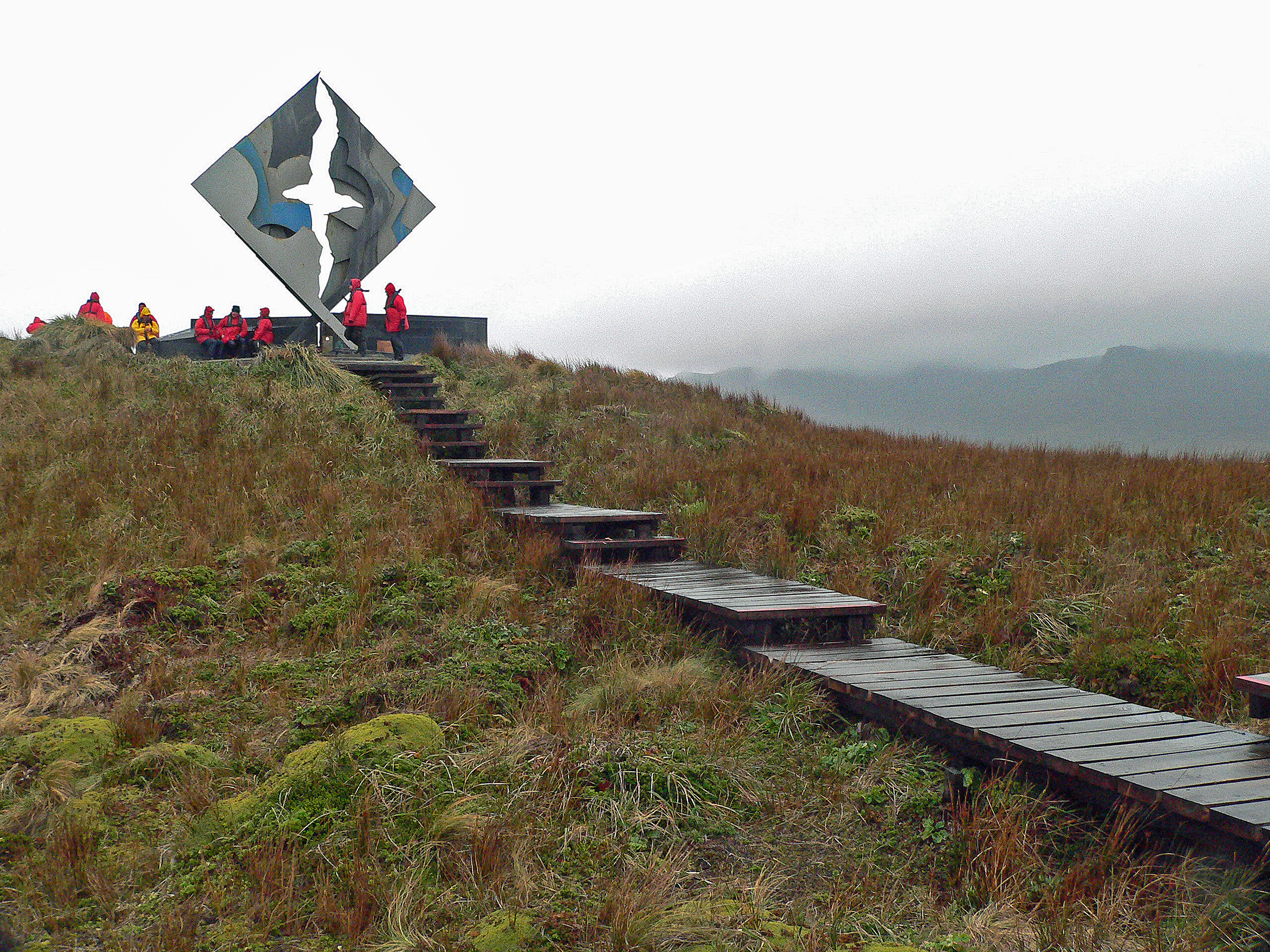
Kaphoorniers-Denkmal: Albatros auf Hornos
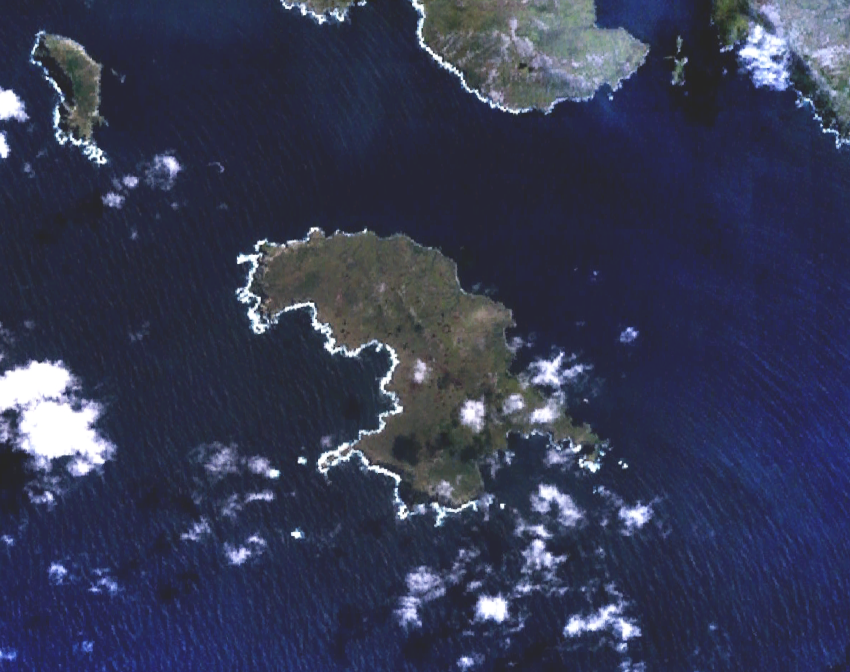
Satellitenbild von Hornos
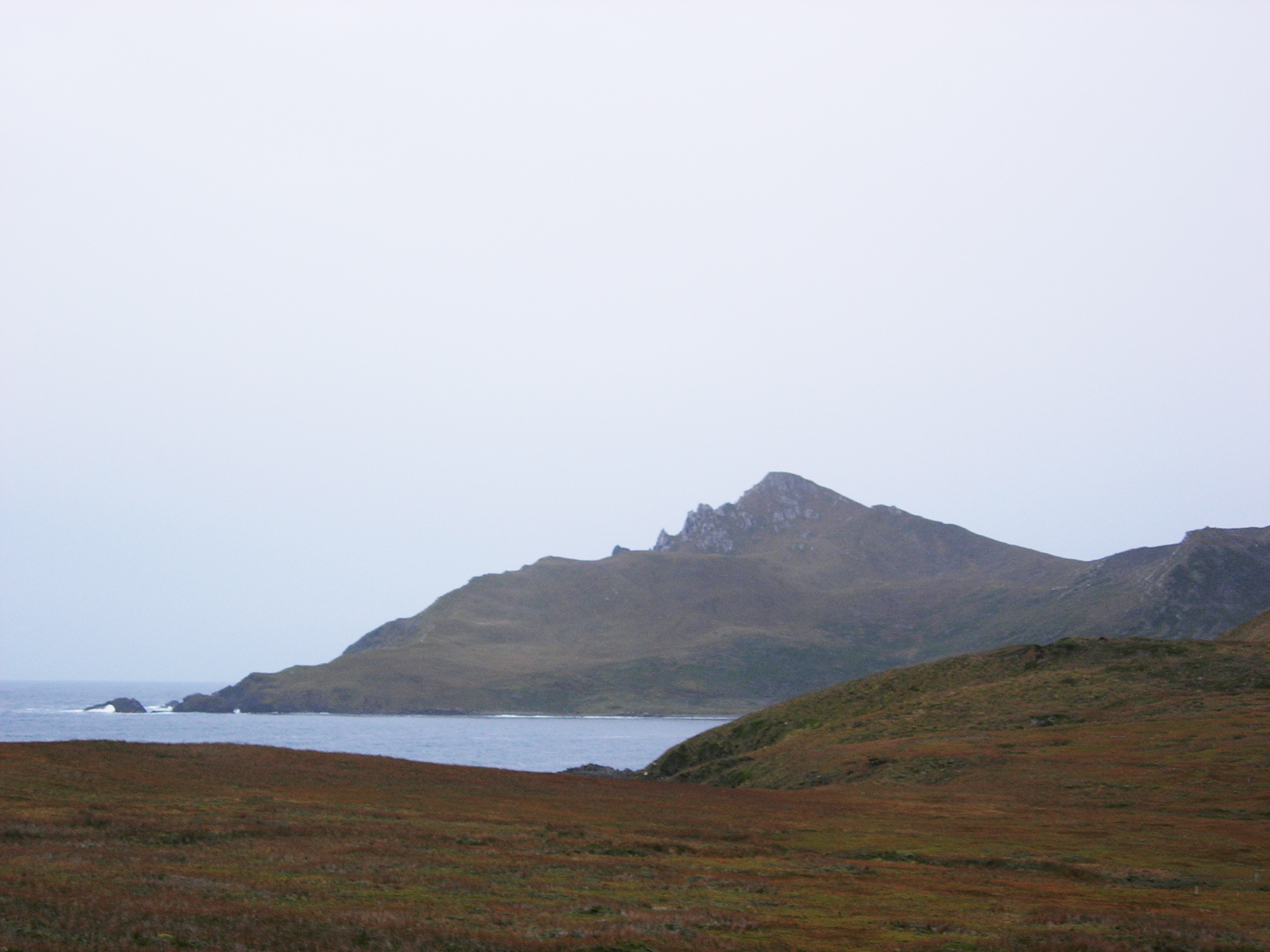
Kap Hoorn, gesehen von einem anderen Teil der Insel